# Reißeck
Reißeck is een gemeente in de Oostenrijkse deelstaat Karinthië, gelegen in het district Spittal/Drau (SP). De gemeente heeft ongeveer 2500 inwoners. Reißeck bestaat uit vier dorpen, te noemen: Kolbnitz, Zandlach, Penk en Teuchl. Het dorp ligt tegen de Reißeck-berg aan, die een hoogte van 3.000 meter heeft

## Geografie
Reißeck heeft een oppervlakte van 139 vierkante kilometer. Het ligt in het zuiden van het land, midden in het Mölltall, vernoemd naar de rivier die dwars door het dal loopt. De gemeente Reißeck ligt in een echt wintersportgebied, tussen de Ankogel, Mallnitz, de Mölltaler gletsjer en de Großglockner. Reißeck is te bereiken via de B106, die aansluit op de snelweg A10 richting Salzburg en Italië. Ook loopt de spoorbaan van Spittal an der Drau naar Schwarzach im Pongau. Deze sluit tevens aan op de spoortunnel naar Bad Gastein (Tauernschleuse).

## Trivia
- vanaf Reißeck leiden twee treinsporen naar boven, de Kreuzeck (1201 meter), en tot 2014 de Reißeck (2236 meter). Laatstgenoemde was de hoogste enkelspoorbaan van Europa.

Bad Kleinkirchheim · Baldramsdorf · Berg im Drautal · Dellach im Drautal · Flattach · Gmünd in Kärnten · Greifenburg · Großkirchheim · Heiligenblut am Großglockner · Irschen · Kleblach-Lind · Krems in Kärnten · Lendorf im Drautal · Lurnfeld · Mallnitz · Malta in Kärnten · Millstatt am See · Mörtschach · Mühldorf · Oberdrauburg · Obervellach · Radenthein · Rangersdorf · Reißeck · Rennweg am Katschberg · Sachsenburg · Seeboden am Millstätter See · Spittal an der Drau (stad) · Stall · Steinfeld · Trebesing · Weissensee · Winklern